# Guido Balzarini
Guido Balzarini, né le 21 octobre 1874 à Arrone et mort le 18 avril 1935 à Rome, est un escrimeur italien, ayant pour arme le sabre.

## Biographie
Guido Balzarini est sacré champion olympique d'escrime dans l'épreuve de sabre par équipes aux Jeux olympiques d'été de 1924 à Paris.